# Супердетермінізм
Супердетермінізм — у квантовій механіці є лазівкою в теоремі Белла. Якщо постулювати, що існує кореляція між будь-якою системою, що вимірюється, та вибором того, які вимірювання над нею виконуються, то припущення теореми більше не виконуються. Це означає, теорія прихованих параметрів, яка є супердетермінованою, може відповідати поняттю Белла про локальну причинність та все ж порушувати нерівності, отримані з теореми Белла. Це дає змогу побудувати теорію локальних прихованих параметрів, яка відтворює передбачення квантової механіки та для якої було запропоновано кілька іграшкових моделей. Окрім того, що супердетерміновані моделі є детермінованими, вони також постулюють кореляції між станом, який вимірюється, та параметрами вимірювання.

## Огляд
Теорема Белла робить припущення, що окремі вимірювання на кожному детекторі можна вибирати незалежно одне від одного та від прихованих параметрів, які визначають результат вимірювання. Цей зв'язок часто називають незалежністю вимірювання або статистичною незалежністю. У супердетермінованій теорії це співвідношення не виконується; між прихованими змінними та параметрами вимірювання обов'язково існує кореляція. Оскільки вибір вимірювань і приховані параметри заздалегідь визначені, результати вимірювання на одному детекторі можуть залежати від того, яке вимірювання виконується на іншому детекторі; при цьому не вимагається, щоб інформація поширювалася швидше за швидкість світла. Припущення про статистичну незалежність іноді називають вільним вибором або припущенням вільної волі, оскільки його заперечення означає, що люди-експериментатори не можуть вільно вибирати, яке вимірювання виконувати.
Існує можливість досліджувати обмежені версії супердетермінізму, які стверджують, що кореляції між прихованими параметрами та вибором вимірювання були встановлені в недалекому минулому. Однак в загальному випадку супердетермінізм принципово не піддається перевірці, оскільки можна вважати, що кореляції існують з часів Великого вибуху, через що лазівку неможливою усунути.

Гіпотетичне зображення супердетермінізму, в якому фотони з далеких галактик Sb і Sc використовуються для керування орієнтацією поляризаційних детекторів α і β безпосередньо перед прибуттям заплутаних фотонів Аліси та Боба.

У 1980-х роках Джон Стюарт Белл обговорював супердетермінізм в інтерв’ю BBC:
Існує спосіб уникнути припущення про надсвітлові швидкості та примарні дії на відстані. Але цей спосіб передбачає абсолютний детермінізм у Всесвіті, повну відсутність свободи волі. Якщо припустити, що Всесвіт супердетермінований, де не тільки нежива природа працює за допомогою прихованого годинникового механізму, але й наша поведінка, включаючи нашу віру в те, що ми вільні вибирати один експеримент, а не інший, абсолютно наперед визначена, включаючи «вибір» експериментатора провести один набір вимірювань, а не інший, то труднощі зникають. Зникає потреба в сигналі, швидшому за світло, який має повідомити частинці А, яке вимірювання було виконано на частинці В, оскільки Всесвіт, включаючи частинку А, вже «знає», яким буде це вимірювання та його результат.
Хоча Белл визнавав лазівку, він також стверджував, що вона не є правдоподібною. Навіть якщо проведені вимірювання вибираються детермінованими генераторами випадкових чисел, вибір можна вважати «фактично вільним для поставленої мети», оскільки вибір машини змінюється великою кількістю дуже малих впливів. Малоймовірно, що прихований параметр буде чутливим до тих самих малих впливів, до яких був чутливий генератор випадкових чисел.
Лауреат Нобелівської премії Герард 'т Гофт обговорював цю лазівку з Джоном Беллом на початку 1980-х років. «Я поставив запитання: припустімо, що рішення Аліси та Боба також слід розглядати як такі, що не є результатом вільного вибору, а визначаються всім, що міститься в теорії. Джон сказав, ну, ви знаєте, я повинен виключити такий сценарій. Якщо припустити таку можливість, то те, що я сказав, не може бути застосовано. Я сказав, що Аліса і Боб приймають рішення з якоїсь причини. Причина криється в їхньому минулому і повинна бути включена в загальну картину».

За словами фізика Антона Цайлінгера, якщо супердетермінізм має місце, деякі його наслідки поставили б під сумнів цінність самої науки, роблячи неможливою спростовуваність:
[Ми] завжди неявно припускаємо свободу експериментатора... Це фундаментальне припущення є важливим для занять наукою. Якби це припущення не відповідало дійсності, я вважаю, що взагалі не мало б сенсу проводити експерименти стосовно явищ природи, оскільки тоді природа могла б визначити наші питання, і це могло б скерувати експерименти таким чином, щоб ми прийшли до хибної картини природи.
Фізики Сабіна Госсенфельдер і Тім Палмер стверджували, що супердетермінізм «є багатонадійним підходом не тільки для розв'язання проблеми вимірювання, але й для розуміння очевидної нелокальності квантової фізики».
Уайзмен і Кавальканті стверджують, що будь-яка гіпотетична супердетермінована теорія «була б такою ж правдоподібною та привабливою, як віра у всюдисущий інопланетний контроль розуму».

## Приклади
Перша супердетермінована модель прихованих параметрів була висунута Карлом Генрі Брансом у 1988 році. Інші моделі були запропоновані у 2010 році Майклом Голом, а у 2022 році Донаді та Госсенфельдер. Герард 'т Гофт назвав свою модель клітинного автомата квантової механіки супердетермінованою, хоча залишається незрозумілим, чи відповідає вона цьому визначенню.
Деякі автори вважають ретрокаузальність у квантовій механіці прикладом супердетермінізму, тоді як інші автори вважають ці два випадки різними. Наразі немає узгодженого визначення для їх розрізнення.

## Зовнішні посилання
- Hall, Michael J. W. (2010). Local Deterministic Model of Singlet State Correlations Based on Relaxing Measurement Independence. Physical Review Letters (англ.) . 105 (25): 250404. arXiv:1007.5518. Bibcode:2010PhRvL.105y0404H. doi:10.1103/PhysRevLett.105.250404. PMID 21231566. He [Michael J. W. Hall] shows that locality and reality can be retained with a 14% reduction of the experimenters' "free will".